# Волма (приток Мсты)
Во́лма — река в России, протекает в Крестецком и Окуловском районе Новгородской области. Название означает «Заросшая травой трясина, застойное место на реке, заросшее озеро, сырое место в лесу». Берёт начало в озере Нездринском Окуловского района. В районе деревни Усть-Волма слева впадает во Мсту на высоте 24,9 метра над уровнем моря. Длина реки — 60 км. Площадь водосборного бассейна — 821 км². Принадлежит бассейну Балтийского моря.
Волма имеет много мелких притоков, наиболее заметные из которых Чальнище, Чёрный, Витца, Колпино, Радуга (левые), Веребья (Веребушка), Олешонка, Кисса (правые).
На берегу реки находятся деревни (от истока к устью): Волма, Низова, Вороново, Курово первое, Курово второе, Заволонье, Жерновка, Великая Нива и самая крупная из них — Усть-Волма.
Большая часть русла реки проходит по болотистой местности. Русло извилисто, используется водниками для сплава. В верхней части есть завалы и перекаты.
Между деревнями Заручевье и Бор Окуловского района находится крупнейший в бассейне реки Волмы комплекс памятников второй половины I — начала II тысячелетия нашей эры, в состав которого входят поселение Заручевье-IV, селище, сопочный могильник, одиночные сопки, курганная группа, относящаяся к культуре длинных курганов, и древнерусский могильник XI—XII веков.

## Данные водного реестра

### Притоки (км от устья)
- 7,5 км: река Веребушка (Веребье, Веребья) (пр)
- 22 км: река Витца (лв)
- 22,1 км: река Олешенка (Олешня) (пр)
- 45 км: река Кисса (пр)
- 46 км: река Колпино (лв)